# نانداوات
النانداوات (الاسم العلمي:Nandinae) هي أسرة من الأسماك تتبع فصيلة النانديات من رتبة أناباسيات الشكل.

## الأجناس
- الناند